# Gran Premio de Sudáfrica
El Gran Premio de Sudáfrica fue una carrera de automovilismo celebrada en Sudáfrica y válida para el campeonato mundial de Fórmula 1. Fue un evento concurrido, pero debió ser cancelado en varias ocasiones debido al apartheid. El primer Gran Premio de Sudáfrica se disputó el 29 de diciembre de 1962 en el Prince George Circuit. Se llevó a cabo allí en tres ocasiones: 1962, 1963 y 1965. 
En 1967, la carrera se desplazó a Kyalami, que sería su sede permanente. En total se disputaron 23 grandes premios en Sudáfrica entre 1962 y 1993.
En 1981, la carrera estaba programada originalmente como la inaugural de la temporada pero fue víctima de la Guerra FISA-FOCA, al no haber un acuerdo con la FISA la carrera fue anulada del mundial. La mayoría equipos de la FOCA corrieron con los autos de la temporada anterior con los faldones aerodinámicos prohibidos en la normativa de 1981. Se vuelve a dar otra polémica en 1982 en donde los pilotos organizaron una huelga en contra de las nuevas reglas de la FISA en relación con las superlicencias previo a la carrera,
La carrera de 1983 fue la última del calendario y se vio una batalla por el título entre Prost, Arnoux y Piquet. Los dos franceses abandonaron por problemas del motor mientras que Piquet terminó tercero y logró el título de ese año.

## Circuitos

Circuito de East London
Circuito de Kyalami (1967-1985)
Circuito de Kyalami (1992-1993)

## Historia

### Posible regreso a la Fórmula 1
A principios de 2011 se habló de un proyecto para un posible regreso de la Fórmula 1 a Sudáfrica. El plan consiste en construir un nuevo circuito similar al de Montecarlo en las calles de Ciudad del Cabo que pasaría por la costa del Océano Atlántico y el Estadio Green Point, sede de la Copa Mundial de Fútbol de 2010. El propio patrón de la F1 Bernie Ecclestone confesó en una entrevista que Europa está acabada para la Fórmula 1 y que busca expandirse a otros lugares del mundo como México, Argentina y Sudáfrica.

## Ganadores
| Año         | Piloto            | Constructor       | Circuito       | Fecha           | Resultado      |
| ----------- | ----------------- | ----------------- | -------------- | --------------- | -------------- |
| 1934        | Whitney Straight  | Maserati          | East London    |                 | Resultados     |
| 1935        | No se disputó.    | No se disputó.    | No se disputó. | No se disputó.  | No se disputó. |
| 1936        | Mario Mazzacurati | Bugatti           | East London    |                 | Resultados     |
| 1937        | Pat Fairfield     | ERA-B             | East London    |                 | Resultados     |
| 1938        | Buller Meyer      | Riley             | East London    |                 | Resultados     |
| 1939        | Luigi Villoresi   | Maserati          | East London    | 2 de enero      | Resultados     |
| 1940 - 1959 | No se disputó.    | No se disputó.    | No se disputó. | No se disputó.  | No se disputó. |
| 1960        | Paul Frère        | Cooper-Climax     | East London    | 1 de enero      | Resultados     |
| 1960        | Stirling Moss     | Porsche           | East London    | 27 de diciembre | Resultados     |
| 1961        | Jim Clark         | Lotus-Climax      | East London    | 26 de diciembre | Resultados     |
| 1962        | Graham Hill       | BRM               | East London    | 29 de diciembre | Resultados     |
| 1963        | Jim Clark         | Lotus-Climax      | East London    | 28 de diciembre | Resultados     |
| 1964        | No se disputó.    | No se disputó.    | No se disputó. | No se disputó.  | No se disputó. |
| 1965        | Jim Clark         | Lotus-Climax      | East London    | 1 de enero      | Resultados     |
| 1966        | Mike Spence       | Lotus-Climax      | East London    | 1 de enero      | Resultados     |
| 1967        | Pedro Rodríguez   | Cooper-Maserati   | Kyalami        | 2 de enero      | Resultados     |
| 1968        | Jim Clark         | Lotus-Ford        | Kyalami        | 1 de enero      | Resultados     |
| 1969        | Jackie Stewart    | Matra-Ford        | Kyalami        | 1 de enero      | Resultados     |
| 1970        | Jack Brabham      | Brabham-Ford      | Kyalami        | 7 de marzo      | Resultados     |
| 1971        | Mario Andretti    | Ferrari           | Kyalami        | 6 de marzo      | Resultados     |
| 1972        | Denny Hulme       | McLaren-Ford      | Kyalami        | 4 de marzo      | Resultados     |
| 1973        | Jackie Stewart    | Tyrrell-Ford      | Kyalami        | 3 de marzo      | Resultados     |
| 1974        | Carlos Reutemann  | Brabham-Ford      | Kyalami        | 30 de marzo     | Resultados     |
| 1975        | Jody Scheckter    | Tyrrell-Ford      | Kyalami        | 1 de marzo      | Resultados     |
| 1976        | Niki Lauda        | Ferrari           | Kyalami        | 6 de marzo      | Resultados     |
| 1977        | Niki Lauda        | Ferrari           | Kyalami        | 5 de marzo      | Resultados     |
| 1978        | Ronnie Peterson   | Lotus-Ford        | Kyalami        | 4 de marzo      | Resultados     |
| 1979        | Gilles Villeneuve | Ferrari           | Kyalami        | 3 de marzo      | Resultados     |
| 1980        | René Arnoux       | Renault           | Kyalami        | 1 de marzo      | Resultados     |
| 1981        | Carlos Reutemann  | Williams-Cosworth | Kyalami        | 7 de febrero    | Resultados     |
| 1982        | Alain Prost       | Renault           | Kyalami        | 23 de enero     | Resultados     |
| 1983        | Riccardo Patrese  | Brabham-BMW       | Kyalami        | 15 de octubre   | Resultados     |
| 1984        | Niki Lauda        | McLaren-TAG       | Kyalami        | 7 de abril      | Resultados     |
| 1985        | Nigel Mansell     | Williams-Honda    | Kyalami        | 19 de octubre   | Resultados     |
| 1986 - 1991 | No se disputó.    | No se disputó.    | No se disputó. | No se disputó.  | No se disputó. |
| 1992        | Nigel Mansell     | Williams-Renault  | Kyalami        | 1 de marzo      | Resultados     |
| 1993        | Alain Prost       | Williams-Renault  | Kyalami        | 14 de marzo     | Resultados     |